# Lyncornis
Lyncornis (Gould, 1838) è un genere di uccelli della famiglia dei Caprimulgidi. 
Il genere fu descritto nel 1838 dall'ornitologo inglese John Gould, che descrisse come specie tipo Lyncornis cerviniceps, che è ora considerata una sottospecie del succiacapre dalle grandi orecchie (L. m. cerviniceps). Il nome del genere combina il greco antico lunx o lunkos, che significa "lince", con ornis, che significa "uccello.

## Tassonomia
Il genere contiene due specie:
- Lyncornis teminckii (Gould, 1838) - succiacapre orecchiuto malese
- Lyncornis macrotis (Vigors, 1831) - succiacapre orecchiuto maggiore

Queste due specie erano precedentemente collocate nel genere Eurostopodus, ma sono state spostate al genere Lyncornis sulla base dei risultati di uno studio filogenetico molecolare pubblicato nel 2010 che ha rilevato grandi differenze genetiche tra il succiacapre dalle grandi orecchie e le altre specie appartenenti al genere Eurostopodus.